# میخا برعام
میخا بَرعام (به عبری: מיכה בר-עם) (زاده ۱۹۳۰، برلین، جمهوری وایمار آلمان) عکاس خبری اسرائیلی است. برعام از دهه‌ی ۶۰ میلادی عضو آژانس مگنوم بوده است. کارهای او که حاصل بیش از ۶۰ سال فعالیت است گویای جنبه‌های مختلف زندگی در اسرائیل است. برعام از ۱۹۶۸ تا ۱۹۹۲ برای نیویورک تایمز منطقه‌ی اسرائیل و کرانه‌ی باختری رود اردن را پوشش داده است. او همچنین از ۱۹۷۷ تا ۱۹۹۲ مدیر بخش عکاسی موزه هنر تل آویو بود. آثار میخا برعام در موزه‌ها و نهادهای فرهنگی گوناگونی در سرتاسر جهان به نمایش در آمده‌اند.

## زندگی شخصی
میخا برعام با اورنا برعام که خود هنرمند است ازدواج کرده و سه پسر به نام‌های آهوویا، باراک و نیمرود دارد که به ترتیب استاد ادبیات کلاسیک، هنرمند و استاد فلسفه هستند.